# Cyclohexylethylacetat
Cyclohexylethylacetat ist ein Carbonsäureester, der sich von 2-Cyclohexylethanol und Essigsäure ableitet.

## Vorkommen
Cyclohexylethylacetatin wurde in der Bengalischen Quitte und Maracujasaft nachgewiesen.

## Gewinnung und Darstellung
Cyclohexylethylacetat kann aus dem entsprechenden Alkohol durch Acetylierung mit Natriumacetat in Essigsäurelösung gewonnen werden.

## Verwendung
Cyclohexylethylacetat wird als Duftstoff verwendet. In der EU ist es unter der FL-Nummer 09.028 als Aromastoff für Lebensmittel allgemein zugelassen.